# 농소초등학교 (울산)
농소초등학교는 대한민국 울산광역시 북구 호계동에 있는 공립 초등학교이다.

## 학교 연혁
- 1926년 4월 20일 농소공립보통학교(4년제 2학급) 개교
- 1929년 5월 31일 6년제로 개편
- 1938년 4월 1일 농소공립심상소학교 개칭[1]
- 1941년 4월 1일 농소공립국민학교 개칭[2]
- 1979년 3월 1일 병설유치원 개원
- 1996년 3월 1일 농소초등학교로 교명 변경[3]
- 2005년 3월 1일 신천초등학교 분리
- 2020년 울산강북교육지원청 '꽃과 함께하는 인성교육' 우수학교 표창, 울산광역시교육청 교육기부 분야 우수학교 표창
- 2021년 2월 28일 본관·후관 3층 연결통로 및 다목적실 증축, 동편 1~2층 양치대 설치
- 2021년 11월 학교체육 활성화 우수학교 선정(부총리 겸 교육부장관 표창)
- 2024년 12월 31일 질문이 있는 수업 운영 우수학교 선정(교육감 표창)
- 2025년 2월 6일 제97회 졸업식(졸업생 59명, 총 11,868명)
- 2025년 3월 1일 울산광역시교육청 지정 교육과정 연구학교 운영
- 제40대 정우현 교장선생님 부임

## 학교 상징
- 교화(校花) - 개나리 : 만물이 시작되는 아름다운 계절인 봄에 희망찬 기운을 받아 자라난 개나리의 모습처럼 우리 농소 아이들도 항상 해맑고 희망찬 모습으로 성장해 갈 것이다.
- 교목(校木) - 회화나무 : 교정을 듬직하게 지켜주는 회화나무처럼 몸과 마음을 갈고 닦아 매사 꾸준한 모습으로 자신의 일에 최선을 다하는 농소 어린이로 성장해 갈 것이다.

## 참고 자료
- 농소초등학교 - 한국교육학술정보원 학교알리미